# Ravet
Der Ravet ist ein Fluss in Frankreich, der in der Region Grand Est (früher Champagne-Ardenne) verläuft. Er entspringt im Ortsteil Labraux der Gemeinde Chavanges im Département Aube, fließt in vorwiegend westsüdwestlicher Richtung durch die Trockene Champagne (frz: Champagne sèche oder Champagne crayeuse) und mündet nach rund 16 Kilometern an der Grenze der Gemeinden Magnicourt und Brillecourt als rechter Nebenfluss in die Aube. Der Ravet wird in seinem Oberlauf bis zur Gemeinde Braux als Grand Ravet bezeichnet, in Braux fließt von links der Petit Ravet zu.

## Orte am Fluss
(Reihenfolge in Fließrichtung)
- Labraux, Gemeinde Chavanges
- Petit-Fontenay, Gemeinde Pars-lès-Chavanges
- Pars-lès-Chavanges
- Braux
- Aulnay
- Brillecourt